# 1969 na informática

## Eventos
- 7 de Abril - Criada a ArpaNET, embrião da Internet.
- 26 de outubro - Enviada a primeira mensagem de e-mail entre computadores distantes.

## Nascimentos
| Data           | Nome           | Profissão                 | Nacionalidade | Observações | Ref |
| -------------- | -------------- | ------------------------- | ------------- | ----------- | --- |
| 28 de Dezembro | Linus Torvalds | criador do Linux e do Git | Finlândia     |             |     |